# Хайдаров, Бакит Хайдарович
Бакит Хайдарович Хайдаров (1919, Павлодарская область — 11.03.1945) — советский военнослужащий, участник Великой Отечественной войны, полный кавалер ордена Славы, командир взвода боепитания артиллерийской батареи; командир 76-миллиметрового орудия 176-го стрелкового полка 46-й стрелковой Лужской ордена Суворова 2-й степени дивизии 108-го стрелкового корпуса, красноармеец.

## Биография
Родился в 1919 году в селе Алексеевка Баянаульского района Павлодарской области Республики Казахстан в крестьянской семье. Казах. Окончил 2 курса техникума. Работал бригадиром в колхозе.
В Красную Армию призван в 1939 году Павлодарским райвоенкоматом Павлодарской области Казахской ССР. В боях Великой Отечественной войны с июня 1941 года. Член ВКП с 1944 года.
Командир взвода боепитания батареи 176-го стрелкового полка красноармеец Бакит Xайдаров особо отличился в наступательных боях на Карельском перешейке 14-19 июня 1944 года. 17 июня 1944 года под смертоносным артиллерийским огнём неприятеля Хайдаров доставлял боеприпасы на батарею в районе населённых пунктов Райвола, Мустаоя, расположенных в 25-и километрах юго-восточнее города Койвисто, Приморск Ленинградской области. Был ранен, но остался в строю и выполнил боевую задачу. За мужество и отвагу, проявленные в боях, 28 июня 1944 года красноармеец Хайдаров Бакит Хайдарович награждён орденом Славы 3-й степени.
В период с 17 по 23 сентября 1944 года командир взвода боепитания артиллерийской батареи 176-го стрелкового полка красноармеец Бакит Xайдаров в ходе освобождения Эстонии, действуя нередко под вражеским артиллерийско-миномётным огнём, бесперебойно доставлял боеприпасы на батарею. В результате 19 сентября 1944 года на подступах к старинному эстонскому городу Пярну батареей было уничтожено два дзота, четыре орудия, шесть пулемётов, много другой боевой техники и живой силы противника. За мужество и отвагу, проявленные в боях, 24 октября 1944 года красноармеец Хайдаров Бакит Хайдарович, представленный к награждению орденом Славы 2-й степени, был награждён медалью «За отвагу». Указом Президиума Верховного Совета СССР от 4 сентября 1972 года за образцовое выполнение заданий командования в боях с немецко-вражескими захватчиками красноармеец Хайдаров Бакит Хайдарович перенаграждён орденом Славы 2-й степени.
Командир 76-миллиметрового орудия 176-го стрелкового полка красноармеец Бакит Xайдаров 16-22 февраля 1945 года при прорыве обороны противника в районе населённых пунктов Бушин, Нойдорф, расположенных в 11-и километрах северо-западнее города Грауденц, Грудзёндз, Польша, действуя с вверенным ему расчётом в боевых порядках наступающих стрелковых подразделений, прямой наводкой подавил три орудия, четыре пулемёта, поджёг автомашину и бронетранспортер, поразил свыше десяти противников, чем способствовал выполнению боевой задачи стрелковыми подразделениями.
Указом Президиума Верховного Совета СССР от 29 июня 1945 года за образцовое выполнение заданий командования в боях с немецко-вражескими захватчиками красноармеец Хайдаров Бакит Хайдарович награждён орденом Славы 1-й степени, став полным кавалером ордена Славы.
Погиб 11 марта 1945 в бою в районе города Кёнигсберг.
Как указывается в именном списке потерь личного состава 46-й стрелковой дивизии за период с 1 по 25 марта 1945 года красноармеец Хайдаров Б. Х. «похоронен в братской могиле около кладбища польского населённого пункта Гросс-Мальзау».
Награждён орденами Отечественной войны 2-й степени, Славы 1-й, 2-й и 3-й степени, медалями.